# 厚皮灰木
厚皮灰木（学名：Symplocos crassifolia）为山矾科山矾属下的一个种。

## 扩展阅读
- 維基物種上的相關：厚皮灰木